# Dendrobium strongyloflorum
Dendrobium strongyloflorum är en orkidéart som beskrevs av Jeffrey James Wood. Dendrobium strongyloflorum ingår i släktet Dendrobium, och familjen orkidéer. Inga underarter finns listade i Catalogue of Life.